# Ghetto de Baranavitchy
Le ghetto de Baranavitchy (28 juin 1941 - 17 décembre 1942) est un ghetto de Biélorussie pendant la Seconde Guerre mondiale, un emplacement de réinstallation forcée des Juifs de la ville de Baranavitchy et des zones de peuplement environnantes suivant le processus de la persécution et de l'anéantissement des Juifs à l'époque de l'occupation allemande de la Biélorussie par les troupes du troisième Reich durant la Seconde Guerre mondiale.
Dans ce ghetto étaient rassemblés plus de 15 000 Juifs de Baranavitchy et des villages environnants. Leur massacre a commencé le 29 juin 1941 et en décembre 1942, tous les prisonniers avaient été tués. Une résistance organisée aux nazis a été organisée dans le ghetto. Il restait 250 Juifs en vie dans la ville quand le ghetto a été libéré. Un monument aux victimes du génocide de Baranavitchy a été inauguré en 1994.

## Les Juifs à Baranavitchy à la veille de l'occupation allemande
À la veille de la Seconde Guerre mondiale, la communauté juive de Baranavitchy comptait environ 10 000 personnes. Après l'invasion allemande de la Pologne en septembre 1939, elle s'est développée au détriment des réfugiés venus de l'ouest, dont une partie avait été déportée par le pouvoir soviétique dans les régions nord de la République socialiste fédérative soviétique de Russie le 29 juin 1940.
Avant la Seconde Guerre mondiale, selon les chiffres officiels, on comptait 7 796 Juifs à Baranavitchy. Yehuda Bauer écrit qu'il y avait environ 9 000 Juifs dans la ville, dont 3 000 réfugiés de la Pologne occupée par les Allemands. Selon l'encyclopédie Holocauste sur le territoire d'URSS, à la veille de l'invasion allemande, la communauté juive comptait 12 000 personnes.
Peu de Juifs ont réussi à évacuer, et ceux qui ont réussi ont été forcés de revenir, car les troupes allemandes les ont dépassés et ont bloqué les routes vers l'est.

## Occupation de Baranavitchy et création du ghetto
Baranavitchy a été occupé par la troupes allemandes le 27 juin 1941, et cette occupation a duré plus de trois ans, jusqu'au 8 juillet 1944,. À partir de juillet 1941, la ville abrite le siège de la police de la sécurité dirigé par l'obersturmbannführer SS Lerner et le service de la sécurité (ou SD) avec à sa tête l'untersturmführer SS Waldemar Ameloung. À partir de 1941, la ville de Baranavitchy est devenue le centre du district et le poste de gebietskommissar (commissaire de district) est occupé par l'oberführer Rudolf Werner.
Dès le lendemain de l'occupation de la ville, le 28 juin 1941, les Allemands interdisent aux Juifs, sous peine de mort, de marcher sur les trottoirs, d'utiliser les transports en commun, de se trouver dans des parcs et autres lieux publics, de fréquenter les écoles, d'apparaître sans étoile jaune (sous forme de bande arrondie) d'un diamètre de 10 centimètres, cousue sur les vêtements sur la poitrine et dans le dos. Dès ce moment, les Juifs étaient placés hors la loi et n'importe qui pouvait en toute impunité les spolier, les torturer et les tuer. Le même jour, le commandant de la ville a publié une ordonnance Création du ghetto de Baranavitchy et les Allemands, mettant en œuvre leur programme d'extermination des Juifs, ont ordonné aux Juifs, sous peine de mort, de s'installer dans la zone de la ville dénommée officieusement Sakhaline (située près de l'usine actuelle de produits chimiques ménagers). Les gens ne pouvaient emporter avec eux qu'un paquet de choses indispensables, et ils ont dû jeter beaucoup de leurs biens.
La décision d'éliminer toute la population juive de Baranavitchy a été prise par les nazis dès septembre 1941, mais la décision de passer à l'élimination a été retardée temporairement parce que les nazis avaient besoin de main d'œuvre.
Au mois de décembre 1941, les Allemands ont conduit à Baranavitchy les Juifs des villages voisins de la ville. À cette époque, le ghetto occupait 10 à 11 quartiers et était limité par les rues de Vilnius (aujourd'hui rue Gagarine), Naroutovitch (aujourd'hui Komsomolskaïa, quartier 8 et 9), de l'église (aujourd'hui Lissine), Poniatowski (aujourd'hui Bogdanovitch) et Tsariouka (ancienne rue du Parc), Ojechki, Ales Garoun et Kostelnaïa. Une porte est construite à l'intersection des rues actuelles de Mickiewicz et Gritsevts,.
Dès les premiers jours du ghetto, les Allemands ont obligé les Juifs à organiser un judenrat ou conseil juif, composé de 26 personnes, chargé de veiller à l'exécution des ordres de l'occupant. Le bâtiment du judenrat se trouvait dans la rue Sadovaïa. Le président du judenrat était un avocat de Baranavitchy, Ovsi Guirchevitch Izykson. La police du ghetto juif est composée de 40 personnes dirigées par Naïm Pinevitch Waltman, qui dirigeait une association d'artisans avant la guerre,,.

## Conditions de vie dans le ghetto
En décembre 1941, le territoire du ghetto est entouré d'une haute clôture de barbelés installée sur trois rangées, et protégée par des mitraillettes allemandes et policières,,. Il existe deux entrées du ghetto, la principale, à la rue Vileïska, en face du bâtiment où se trouvait le commissariat de district.
Les autorités d'occupation interdisent aux Juifs, sous peine de mort, de quitter le ghetto sans autorisation spéciale, de changer de logement à l'intérieur du ghetto. L'entrée et la sortie du ghetto n'est autorisée que par une porte, et en colonne sous la conduite d'un Allemand ou d'un policier. La sortie pour le travail a lieu de 6h30 à 7h30 et le retour de 17h00 à 17h30.
Dans le ghetto se trouvent plus de 15 000 Juifs, pour la plupart des personnes âgées, des femmes et des enfants. La densité de la population du ghetto est extrêmement élevée, et les Juifs vivent dans une promiscuité insoutenable dans soixante bâtiments. Chaque personne dispose d'un seul mètre carré et une chambre doit accueillir jusqu'à 25 personnes. Dans une petite maison en bois au coin de la rue Pritytski et Mickiewicz, par exemple, 82 personnes sont entassées dans trois petites chambres sur quatre étages de couchettes,,.
Dans le ghetto, outre les habitants de Baranavitchy, sont également regroupés des Juifs de Haradzichtcha (ru), de Novaïa Mych (ru), de Navaïelnia (ru), de Novogroudok et des réfugiés fuyant le nazisme depuis la Pologne et la Tchécoslovaquie.

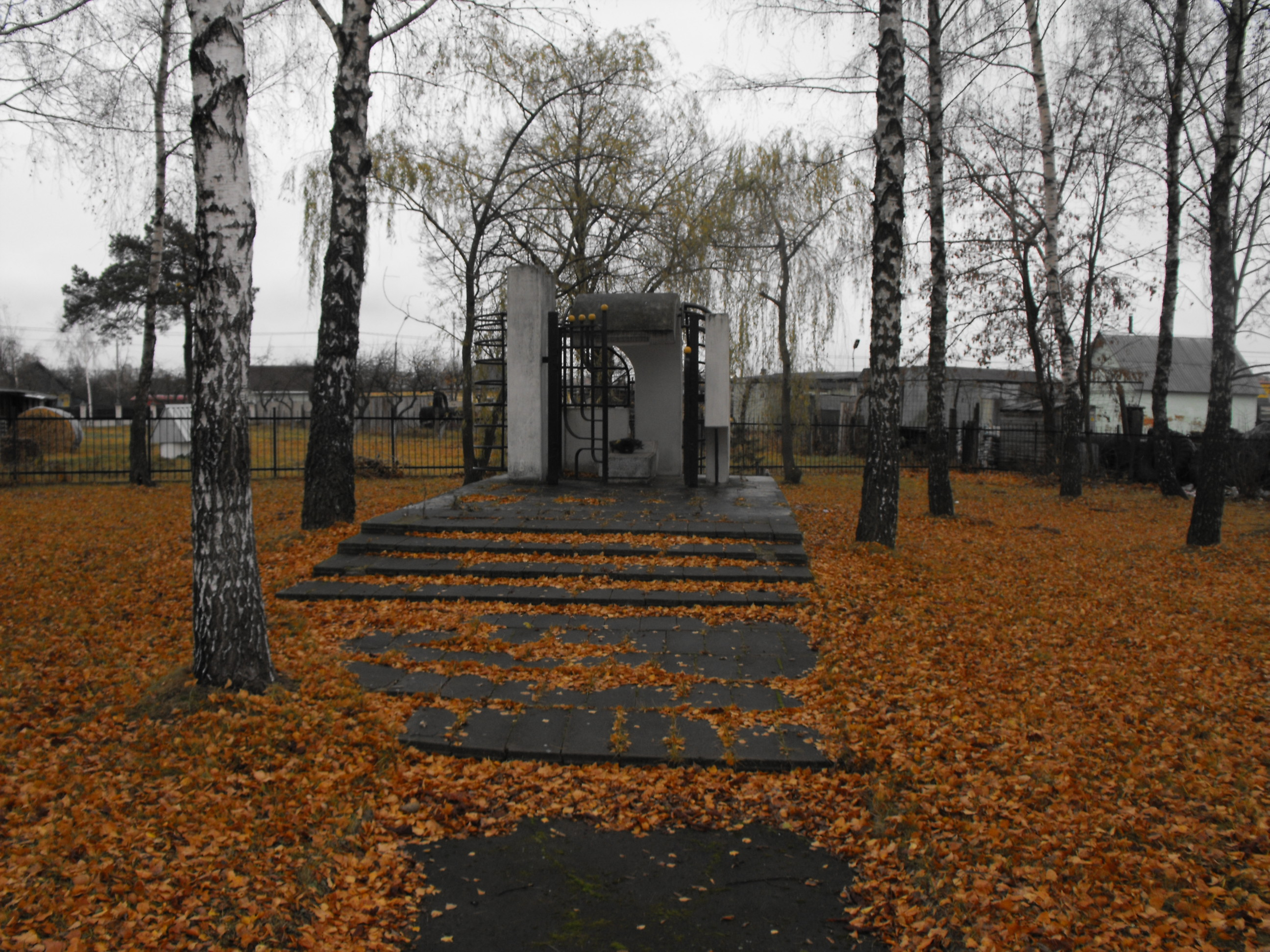
Square et mémorial à la mémoire des Juifs tués par les nazis au cimetière juif de Barabavitchy

Les prisonniers sont utilisés pour les travaux les plus lourds, les plus pénibles, les plus sales et c'est ainsi que nombre d'entre eux meurent sous des charges insupportables, dans des conditions de famine constante et d'absence de soins médicaux.
À l'entrée du ghetto, les policiers fouillent minutieusement les prisonniers. Si l'on trouve sur l'un d'entre eux des produits vendus ou donnés par pitié par les habitants de la ville, le prisonnier est violemment frappé à la matraque. Les personnes âgées qui ne travaillent pas et les enfants ne reçoivent aucun produit alimentaire ou autre. Chaque travailleur occupé pendant 10 à 12 heures par jour reçoit 200 grammes d'un ersatz de pain pour sa journée et un kilo de céréales par mois. Les occupants pillent systématiquement les prisonniers. Ainsi, le 17 décembre 1941, les forces d'occupation ont ordonné au judenrat de récolter 1 million de roubles, 20 kilos d'or, d'argent et de bijoux.
Les médecins juifs, à titre exceptionnel, sont autorisés à vivre hors du ghetto avec leur famille. Des maisons leur sont attribuées comme résidence à la rue de Vilnius le long de la limite du ghetto. Ils travaillent 10 heures par jour et ne reçoivent que la moitié des honoraires des médecins non-juifs. Par crainte de la propagation des maladies infectieuses, les forces d'occupation ordonnent au judenrat de restreindre le nombre des entrées et sorties du ghetto et y organisent régulièrement des mesures d'assainissement sanitaires prophylactiques. C'est le service médical qui s'en charge sous la direction de L. Nakhimovski.
Malgré les conditions difficiles, l'administration du ghetto réussit à maintenir l'ordre et à organiser de l'aide pour les plus démunis. En raison de la surpopulation dans le ghetto, chaque maison est organisée comme une commune distincte, et des règles particulières sont élaborées pour organiser la cohabitation et pour assurer des services publics.
Les prisonniers, sous le contrôle du service de sécurité allemand, sont affectés à différents travaux. La base militaire emploie 600 personnes, la base aérienne 120 personnes, l'Organisation Todt 100 personnes, le chemin de fer 160 personnes, l'aéroport 300 personnes. La plupart des travaux sont des travaux lourds et pénibles. Au total, 5 000 Juifs ont été utilisés à des travaux extérieurs au ghetto.

## Destruction du ghetto

### Assassinat des prisonniers en 1941

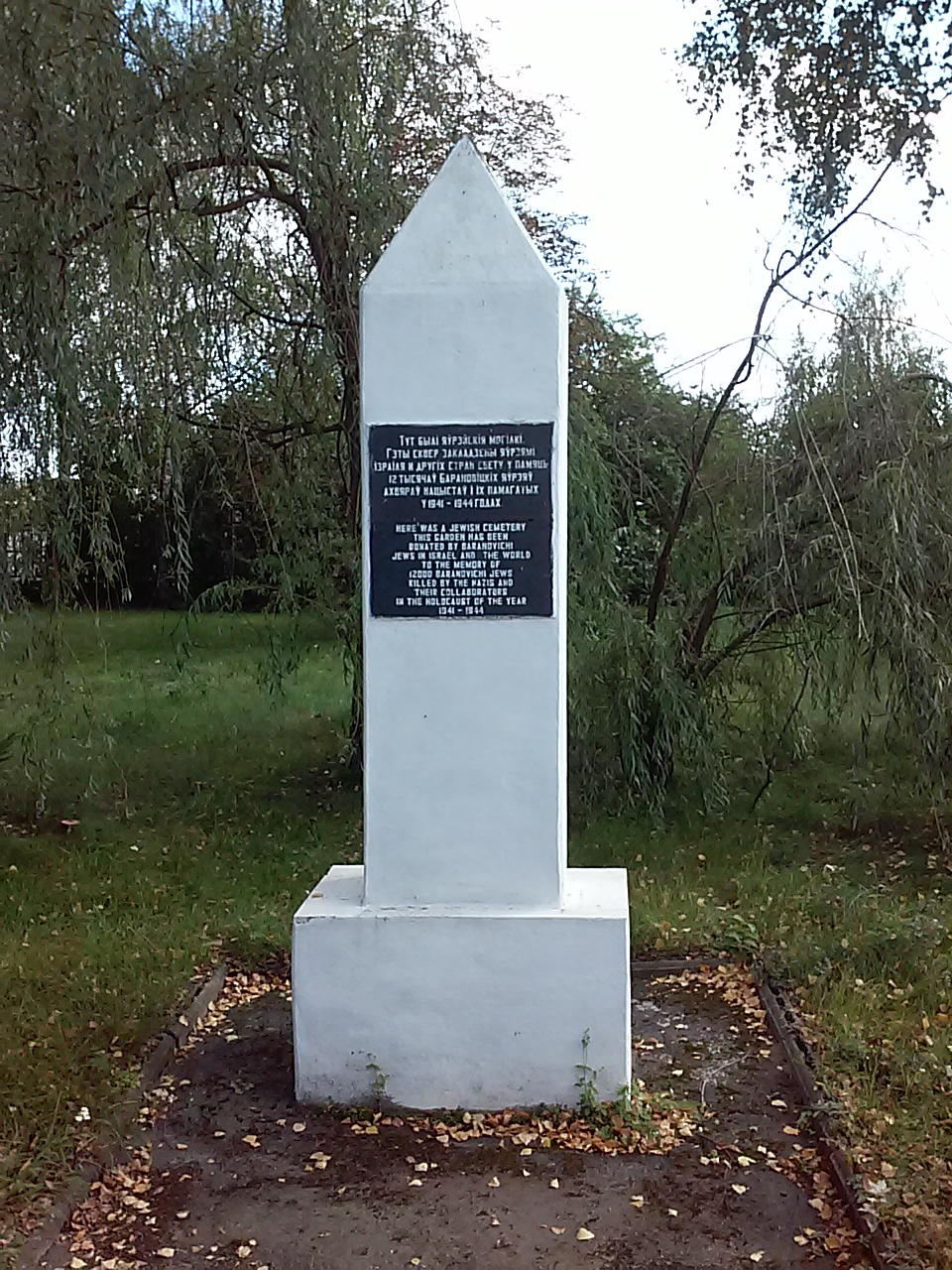
Monument à la mémoire des Juifs assassinés dans le cimetière juif de Baranavitchy

Les Allemands considéraient les Juifs comme la principale menace contre les forces d'occupation et craignaient sérieusement la résistance juive pendant la Shoah. C'est pour cette raison que la Allemands cherchaient en premier lieu à tuer les hommes âgés de 15 à 50 ans alors qu'en agissant ainsi ils perdaient les prisonniers les plus aptes au travail. D'après les documents d'archives, durant la seconde moitié de l'année 1941, presque tous les jeunes Juifs des deux sexes ont été tués.
Les informations sur le nombre de victimes des actions au cours des premiers mois d'occupation varient beaucoup d'une source historique à l'autre. Selon Le Livre de la Mémoire, dès les premières semaines d'occupation, des policiers et des gendarmes se sont attaqués aux Juifs, les ont brutalisés et abattus. Pour le 29 juin 1941, selon les données de Yehuda Bauer, les victimes s'élèvent à plus de 400 Juifs) et pour le 30 juin 1941, à 300 Juifs (cela s'est produit dans l'ancien cimetière juif aujourd'hui rue Tchernychevski). Selon l'Encyclopédie de la Shoah sur le territoire de l' URSS, de la fin juin à la fin juillet, il y eut environ 400 victimes juives à Baranavitchy.
Le 30 juin 1941, à la demande du commissaire de district (gebitkomissar) Rodolf Werner, 36 médecins juifs ont été sortis du ghetto (au nombre desquels se trouvait la femme du président du judenrat Izykson) soi-disant pour aller soigner des prisonniers de guerre soviétiques. Bien qu'ils aient payé une rançon en garantie de leur réintégration au ghetto, ils ont été fusillés le même jour par les forces allemandes d'occupation,,. Le 8 juillet 1941, pour intimider les habitants de la ville, un communiqué est affiché suivant lequel 73 communistes juifs avaient été abattus. Le communiqué répète la menace de fusillade pour ceux qui cachent des Juifs et des communistes,. Dans la seconde moitié du mois de juillet 1941, les occupants saisissent et tuent 70 intellectuels juifs (selon Bauer 350). Ceci afin d'éliminer préventivement les leaders potentiels de la résistance et de paralyser la volonté des prisonniers restants,. Au mois d'août 1941, 700 Juifs sont envoyés au camp de concentration de Koldichevo. En novembre 1941, des Juifs sont abattus près du village de Grabovets (à 5 km de Baranavitchy) sur l'emplacement du cimetière juif,.

### Assassinat des prisonniers en 1942
Depuis l'automne 1941, il existait sur le territoire du ghetto un hôpital où les prisonniers recevaient un peu d'assistance médicale. Mais cela ne faisait pas partie des plans des forces d'occupations, et l'hiver, au début de l'année 1942, l'hôpital est détruit en même temps que sont abattus 20 patients qui s'y trouvaient.
La destruction finale du ghetto a été organisée en trois étapes : en mars, septembre et décembre 1942. Certains Juifs ont été transférés dans d'autres ghettos ou camps de concentration. Pendant leur transfert, certains d'entre eux ont pu fuir.
La première action contre le ghetto a lieu pendant la fête juive du Pourim au début de l'année 1942. Le 3 mars 1942, la police a exigé que tous les travailleurs juifs reçoivent un document (arbeitschein) leur permettant de travailler dans la maison de la rue de l'Église (aujourd'hui rue Lissine), en leur donnant un délai jusqu'au lendemain matin. Le 4 mars 1942, de 4h00 à 11h00 du matin, tous les habitants de la partie ouest du ghetto sont conduits dans la partie est, mais ne peuvent effectuer la traversée que ceux qui possèdent un document arbeitschein (certificat de travail). À l'intersection des rues de Sosnovaïa et de Sadovaïa (actuelles rues Gritsevts et Mickiewicz), une masse de gendarmes et de policiers se déploie qui trie tous les Juifs. Ceux qui n'ont pas de certificat de travail sont battus, embarqués à coups de crosses de fusils dans des Gaswagen et conduits à l'endroit où ils seront fusillés, dans le quartier du dépôt de train au Pont vert et dans la zone située entre les villages d'Ouznog, de Grabovets et de Gliniche. Là, des prisonniers de guerre soviétiques ont creusé des fosses pour enterrer les corps. Vers 14h00, tous les Juifs sont fusillés, la plupart étant des femmes, des vieillards et des enfants. Seuls échappent à la mort ceux qui sont aptes au travail,. Les prisonniers de guerre soviétiques sont abattus également après la première fusillade.
Ce jour-là, 4 mars 1942, 3 400 Juifs ont été tués (ou 2 400,). Le même jour, les membres du judenrat reçoivent l'ordre d'enterrer les fusillés morts dans un fossé, près du Pont vert et le président Izykson est chargé de rassembler les hommes à cette fin. Le président du judenrat refuse d'obéir à cet ordre. Il est alors emmené avec l'interprète Menov et le professeur de danse David Morin sur les lieux des exécutions, là, ils sont dépouillés, et ils sont forcés pour distraire les Allemands de jouer de l'accordéon et de danser près des tombes déjà comblées des corps des fusillés. À la tête du judenrat est alors mis en fonction Samuel Jankelevitch,. Le résultat de ces tueries du mois de mars 1942 s'élève, selon des sources allemandes, à 2 007 et selon les chiffres de la Commission extraordinaire de l'État de 3 400 à 4 000 victimes.
La moitié des prisonniers ayant été tués, il ne restait plus que la moitié des habitants du ghetto. À la fin mars 1942, une partie des Juifs en provenance de Liakhavitchy, Kletsk, Stowbtsy et Haradzichtcha (ru) été transférée à Baranavitchy. Le 19 juin 1942, environ 700 prisonniers ont été transférés à Maladetchna.
Durant la période du 22 septembre 1942 au 2 octobre 1942, les prisonniers sont conduits dans des camions et des Gaswagen à trois kilomètres de la ville (entre les villages de Grabovets et de Glinichtche), là où des fosses ont été creusées d'avance et ils y sont fusillés. Quelque 5 000 Juifs ont ainsi été tués au cours de ces neuf jours (3 000).
Le 17 décembre 1942, a commencé la destruction complète du ghetto de Baranavitchy. Selon diverses sources, au cours de cette action 3 000 à 7 000 personnes ont été tuées,,. Des Juifs ont été fusillés près du village de Grabovets, les autres ont été transférés au camp de la mort de Koldytchevo. Dans les caves où se cachaient les prisonniers, les Allemands jetaient des grenades et inondaient d'eau. Des panneaux Judenfrei sont ensuite apparus à l'entrée de la ville,. 700 Juifs ont eu la vie sauve et ont été affectés à des travaux pénibles,.

## Héroïsme et résistance
Selon tous les témoignages, les membres du judenrat, en particulier Izykson et sa secrétaire Jenia Mann, se battent avec courage pour protéger tous les prisonniers. Jenia Mann, venue de Kovno avec son mari à Baranavitchy, est appelée la mère du ghetto pour sa volonté d'aider sans réserve les prisonniers.
Des groupes de prisonniers sont souvent emmenés sur des chantiers dont ils ne reviennent pas, ayant été abattus sur place. Ils sont remplacés par de nouveaux groupes de travailleurs du ghetto. Dans la région de Novo-Vileïki, par exemple, des prisonniers de guerre sont utilisés pour construire un embranchement de chemin de fer. Mais ils sont rapidement épuisés et sont fusillés. À leur place, à la fin du mois d'août 1941, 700 prisonniers sont envoyés en provenance du ghetto de Baranavitchy. Réalisant que leur sort sera identique à celui des prisonniers de guerre, les Juifs organisent une évasion avec un groupe de 31 personnes. Onze d'entre elles sont abattues à l'arme automatique, mais les autres s'en sortent vivantes.
Au printemps 1942, trois groupes clandestins s'organisent dans le ghetto qui sont dirigés par Eliezer Lidowski, Moïse Kopelevitch et Zaritskevitch. Le groupe de Lidowski comprend 17 membres de la police juive sous la direction du chef adjoint Varchavski. Bientôt, ces différents groupes se rassemblent pour former une unité de 200 personnes âgées de 16 à 30 ans. Sous la direction d'Abraham Iakovlevitch Abramski, un détachement de combat est organisé,. Le 21 septembre 1942, à la veille du début de la destruction du ghetto, un groupe de partisans juifs et les membres du détachement de combat s'attaquent au bâtiment du commissariat de district de Baranavitchy.

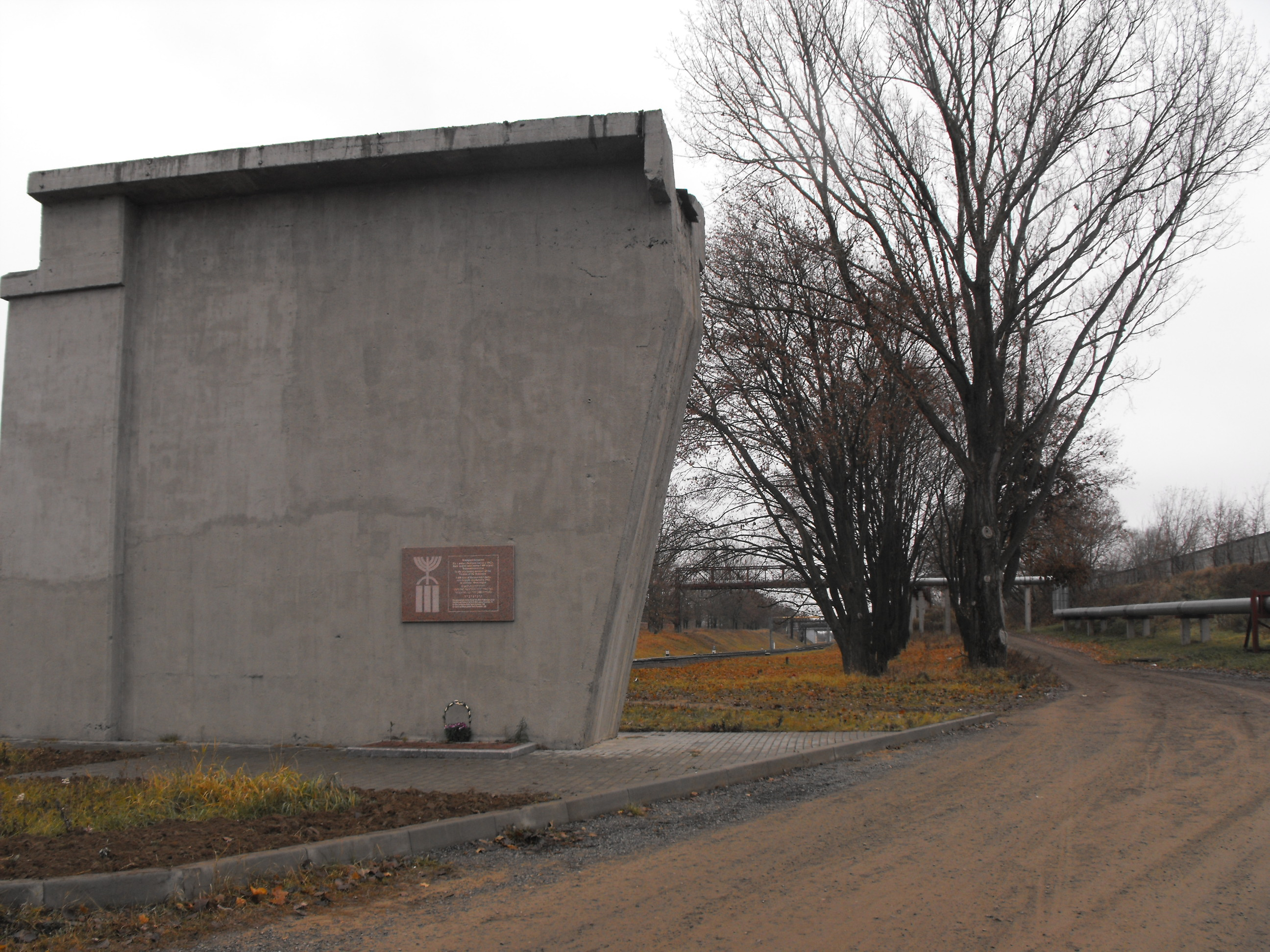
Plaque commémorative à la rue de l'Industrie dans le quartier du pont vert.

Des preuves sont conservées suivant lesquelles à l'automne 1942, durant une action allemande, la résistance active s'est manifestée dans le ghetto : un officier letton a été poignardé à mort et par ailleurs une coiffeur biélorusse du nom de Zubaka a tranché la gorge d'un policier сollaborateur au rasoir.
Durant l'hiver 1942, le tailleur Meïr Retsovsky se voit proposer à deux reprises d'abandonner sa femme et ses enfants qui sont condamnés à mort pour rejoindre lui-même une équipe de spécialistes. Il refuse résolument de s'échapper sans sa famille et il est tué avec elle.

## Cas de sauvetage etJustes parmi les nations
Au cours de la destruction du ghetto, pas moins de 450 Juifs ont réussi à s'échapper et à se cacher dans la forêt. Beaucoup d'entre eux ont ensuite été capturés et abattus. À la libération du ghetto, il ne restait que 250 Juifs.
De nombreux Juifs de la ville ont été sauvés grâce à l'aide d'habitants de la ville et même de certains Allemands. À Baranavitchy, sept personnes ont reçu le titre honorifique de Juste parmi les nations du Mémorial Institute Yad Vashem « en reconnaissance de l'aide apportée par eux au peuple juif pendant la Seconde Guerre mondiale » :
- Édouard Tchachtcha[41] ;
- Anna Kazakevitch et Slizen Léopold[42] ;
- Tatiana Mandel et Galina Abramova[43] ;
- Roman et Sofia Malinovskie[44].

On connaît plusieurs cas de sauvetage de Juifs par des Allemands. Le technicien constructeur Erik Torfchtein, à la fin du mois de juin 1942, a été amené depuis la Tchécoslovaquie au ghetto de Baranavitchy. Il a été sauvé par un Allemand du nom de Janek, qui était de garde et lui a fait passer la porte du ghetto. Ce même Allemand a aidé Erik Torfchtein et Abram Reznik à quitter la ville. Le Feldwebel Hugo Armann a caché 6 Juifs du ghetto et les a aidé à passer dans les groupes clandestins cachés dans les forêts. Avec Armann, le gardien du cimetière, Édouard Tchachtcha a guidé des dizaines de personnes dans les forêts des partisans.

## Organisateurs et interprètes
Selon la ville de Baranavitchy et la Commission extraordinaire de l'État, les listes des noms des organisateurs, des dirigeants, et des participants directs aux massacres des Juifs sont établies et publiées.

## Mémoire
Dans le ghetto de Baranavitchy, sur un total d'environ 15 000 prisonniers, 12 000 sont morts. Au total, durant les années d'occupation, ont été tués et torturés environ 22 000 Juifs de Baranavitchy et des villages environnants (plus de 35 000). Après la libération de Baranavitchy par l'Armée rouge, environ 150 Juifs sont revenus des forêts où ils s'étaient cachés.
En 1945, un monument est érigé sur le site du massacre des Juifs mais il a, plus tard, été détruit. L'été 1994, grâce aux soutien des habitants, un, nouveau monument est dressé aux victimes de la Shoah,,. Le 8 juillet 2009, le jour anniversaire de la libération de Baranavitchy, sur un des piliers du pont vert, une plaque commémorative a été apposée suivant le projet de Léonide Levine à la mémoire des 3 400 Juifs fusillés à cet endroit entre les remblais de chemin de fer à l'époque de la Shoah en Biélorussie,.
Des listes incomplètes de Juifs tués à Baranavitchy sont publiées dans le livre documentaire Mémoire. Baranavitchy. District de Baranavitchy.